# Академическая мобильность
Академи́ческая моби́льность — перемещение студентов и преподавателей высших учебных заведений на определённый период времени в другое образовательное или научное заведение в пределах или за пределами своей страны с целью обучения или преподавания.
Основными преградами для академической мобильности являются культурные, социально-экономические и академические барьеры. Болонский процесс является попыткой снизить эти препятствия в рамках Европейского пространства высшего образования (ЕПВО).
Студенты, участвующие в программах академической мобильности, как правило делятся на две группы: так называемые, фримуверы — студенты, которые отправляются в другие учебные заведения по собственной инициативе на условиях самофинансирования, и программные студенты, которые являются участниками программ студенческого обмена на базе какой-либо кафедры, факультета, образовательного учреждения или организаций национального уровня (например, таких как Erasmus, Nordplus или программа Фулбрайта). В настоящее время, уже ставший традиционным для европейских студентов и преподавателей обмен по программе Erasmus (которая подразумевает под собой такие перемещения) был дополнен элементом виртуальной мобильности, или Virtual Erasmus, благодаря которой студенты из разных стран могут обучаться совместно, не покидая своего дома.

## Академическая мобильность студентов

### Общая информация
Согласно данным, опубликованным Организацией экономического сотрудничества и развития (ОЭСР), мобильность студентов из разных стран значительно увеличилась за последние четыре десятилетия, с 250 000 студентов в 1965 году до приблизительно 3,7 миллионов в 2011. Эта статистика характеризует академическую статистику студентов из разных стран, которые стремятся получить за рубежом не просто краткосрочный опыт обучения за рубежом, но и образование целиком. Согласно исследованиям ЮНЕСКО, более 2,7 миллионов студентов обучаются за пределами стран, гражданами которых они являются. Студенты из азиатских стран составляют самую большую часть всех студентов, зачисленных в образовательные учреждения за рубежом. Это часть достигает 45 % от общего количества иностранных студентов в странах ОЭСР и 52 % от общего объёма в странах, не входящих в ОЭСР.

### Преграды
Большинство студентов, участвующих в программах академической мобильности, сталкиваются с трудностями как в своей повседневной жизни, так и в академической деятельности. Например, исследователи Санчес, Форнерино и Занг провели опрос 477 студентов, которые в тот момент обучались в США, Франции и Китае. Результаты опроса показывают, что студенты, которые обучались в этих трех странах, столкнулись с семейными, финансовыми, психологическими и социальными трудностями. Психологические барьеры и трудности связаны с такими аспектами студенческой жизни как тоска по дому или страх новой окружающей обстановки и социальной среды. Социальные трудности обычно относятся к проблемам в общении с семьей и друзьями. Уровень переживания студентов по поводу тех или иных трудностей отличается каждом конкретном случае.
Специфические трудности ожидают студентов, участвующих в программах академической мобильности с использованием системы кредитов (зачетных единиц). Исследование, проведенное Клар и Ратти, акцентирует внимание на недостаточном уровне признания в вузах-отправителях семестров, проведенных студентами за рубежом, и полученных за рубежом кредитов (зачетных единиц). Студенты, участвующие в программах академической мобильности с использованием системы кредитов (зачетных единиц), во время обучения также как правило сталкиваются с тем, что не знают образовательные системы других стран, разницу в структуре учебных планов, время проведения экзаменационных сессий. Кроме того, недостаточный уровень знания иностранного языка считается ещё одним значительным барьером для академической мобильности студентов, не только тех, которые обучаются по программам с использованием системы кредитов (зачетных единиц).
Студентки, участвующие в программах академической мобильности, сталкиваются с рядом специфических проблем из-за их гендерной роли. Студентки, особенно в более старшем возрасте, связаны определёнными обязательствами. Например, наличие партнера и детей оказывает значительное влияние на академическую мобильность студентов женского пола. Некоторые выводы из интервью, проведенных с учеными из Болгарии и Польши, подтвердили большую значимость личных и семейных взаимоотношений для академической мобильности студенток, либо в качестве барьера, либо в качестве стимула.

### Программы академической мобильности
- Visby (Швеция)
- Fellowship Program for Studies in the High North (Норвегия)
- FIRST (Финляндия)
- Erasmus Mundus
- DAAD (Германия)
- North to North
- Quota program (Норвегия)
- Barents Plus
- Tempus

## Академическая мобильность исследователей
Швейцария, где 57 % учёных — иностранцы, является страной с самой высокой долей зарубежных исследователей. В Канаде, Австралии, США, Швеции и Великобритании работают от 30 до 50 % зарубежных исследователей. В Нидерландах, Германии, Дании, Бельгии и Франции — от 10 до 30 %. В Бразилии, Испании, Японии, Италии и Индии — менее 10 %.
Швейцария и Индия находятся в числе стран с самой высокой долей своих исследователей, которые переезжают с целью работы в другие страны.